# Weitramsdorf

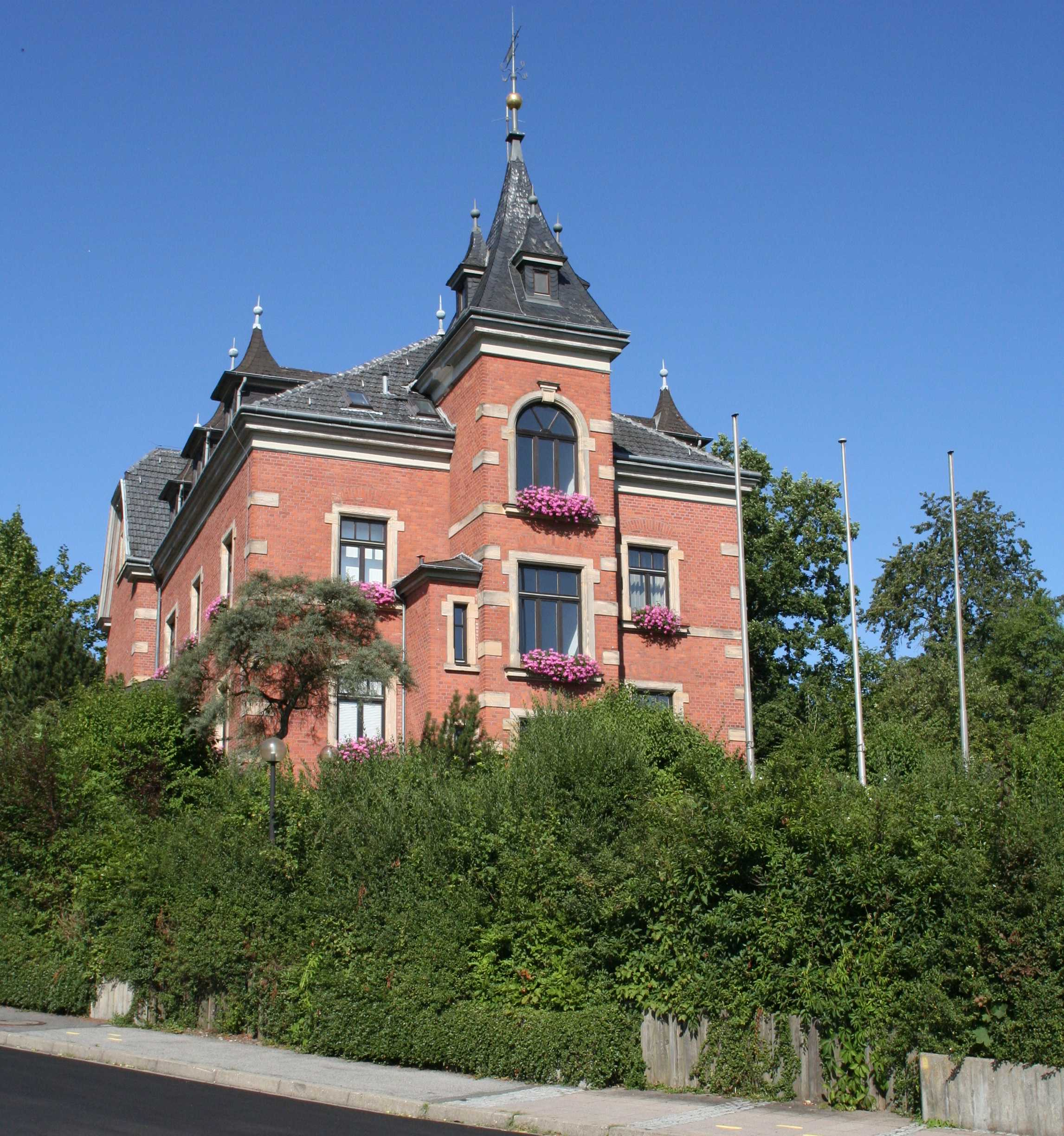
Ratusz

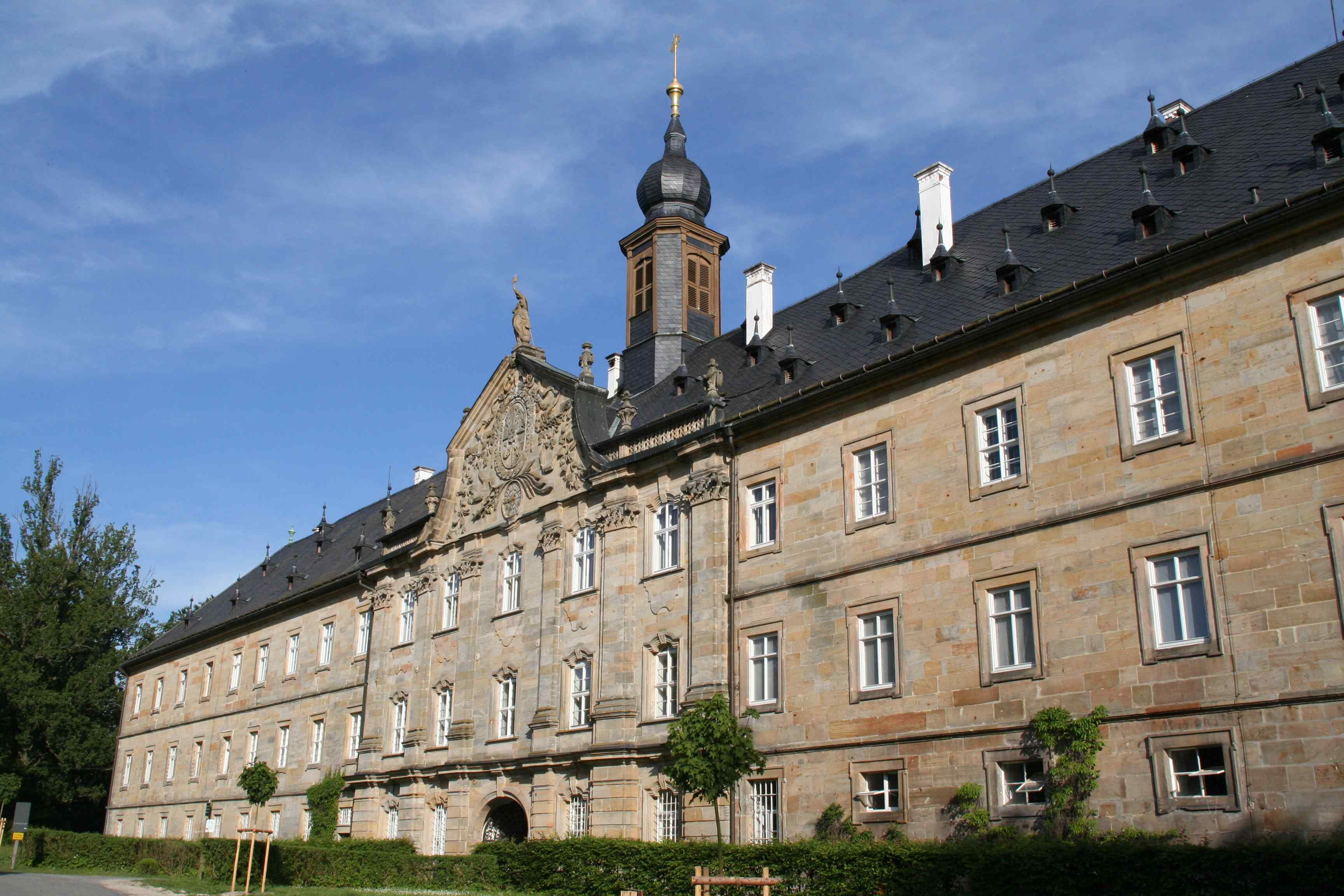
Zamek Tambach

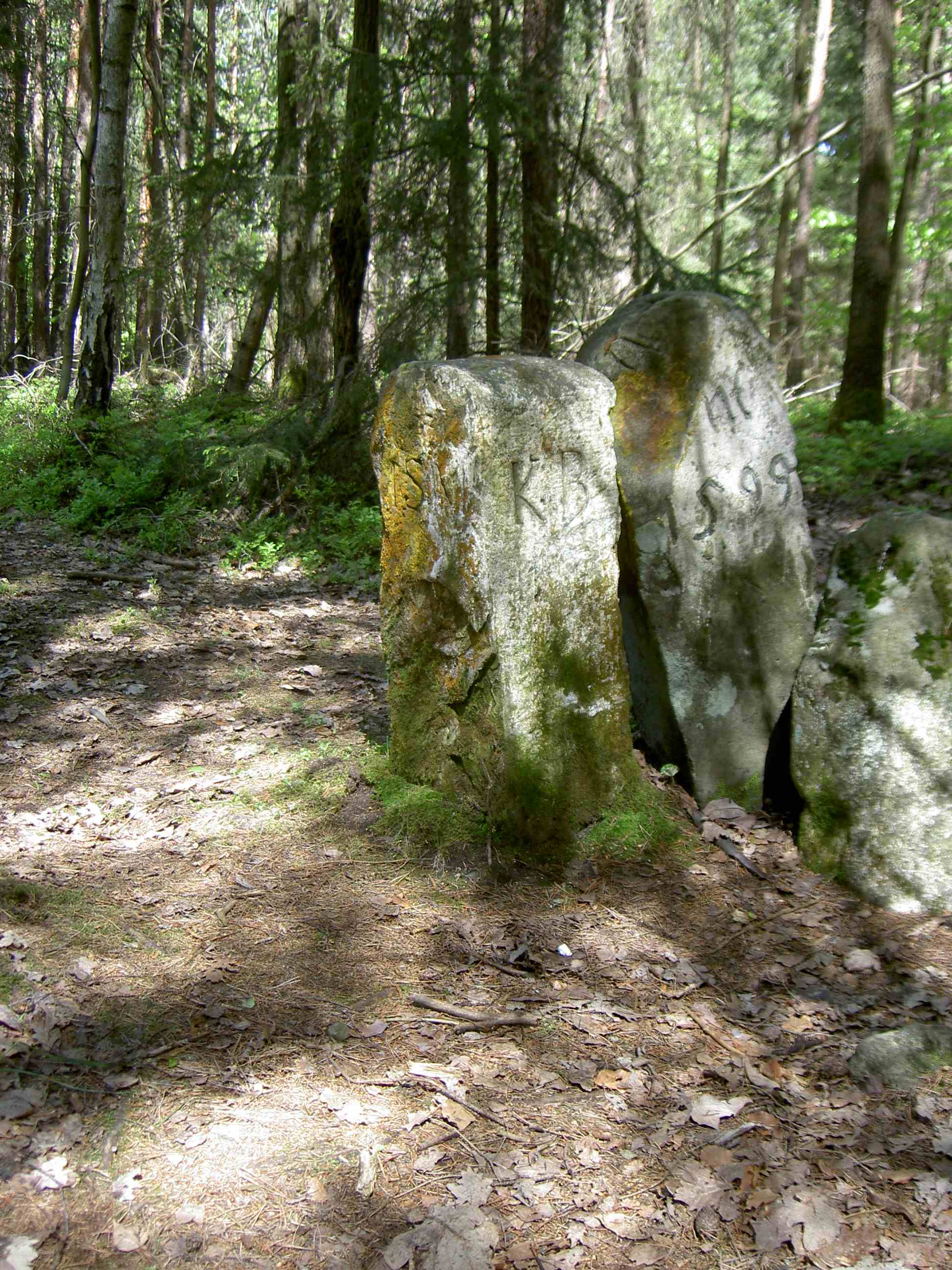
Kamień graniczny Królestwa Bawarii, Saksonii-Meiningen i Hildburghausen i Saksonii-Coburg-Gothy

Weitramsdorf – miejscowość i gmina w Niemczech, w kraju związkowym Bawaria, w rejencji Górna Frankonia, w regionie Oberfranken-West, w powiecie Coburg. Leży około 5 km na zachód od Coburga, nad rzeką Soława Frankońska, przy drodze B303.

## Dzielnice
W skład gminy wchodzą następujące dzielnice: Weitramsdorf, Gersbach, Schlettach, Altenhof, Hergramsdorf, Tambach, Neundorf, Weidach i Weidach-Vogelherd

## Polityka
Wójtem jest Christian Gunsenheimer. Rada gminy składa się z 15 członków:
|      | CSU | SPD | Wolni Wyborcy | Obywatele zaangażowani | Wiejski Związek Wyboorców Neundorf | Bezpartyjna Grupa Wyborców | Razem     |
| 2002 | 4   | 3   | 4             | 2                      | 1                                  | 1                          | 15 miejsc |

## Zabytki i atrakcje
- dwór łowiecki
- zamek Tambach
- Muzeum Łowiectwa i Rybołówstwa (Jagd- und Fischereimuseum) w zamku Tambach
- ratusz